# Buchnera ramosissima
Buchnera ramosissima là loài thực vật có hoa thuộc họ Cỏ chổi. Loài này được R.Br. mô tả khoa học đầu tiên năm 1810.